# Deutoleon turanicus
Deutoleon turanicus is een insect uit de familie van de mierenleeuwen (Myrmeleontidae), die tot de orde netvleugeligen (Neuroptera) behoort. 
Deutoleon turanicus is voor het eerst wetenschappelijk beschreven door Navás in 1927.